# Aza Nikolić
Aleksandar "Aza" Nikolić (in serbo Александар Николић?; Sarajevo, 28 ottobre 1924 – Belgrado, 12 marzo 2000) è stato un cestista e allenatore di pallacanestro jugoslavo (dal 1992 serbo-montenegrino), membro del Naismith Memorial Basketball Hall of Fame dal 1998 in qualità di allenatore.
Ha avuto un ruolo di fondamentale importanza nello sviluppo del basket nel suo Paese, tanto che è stato definito "il padre della pallacanestro jugoslava".

## Biografia
Nikolić nacque a Sarajevo (allora Regno di Jugoslavia), ma andò presto a vivere nella capitale Belgrado. Studiò medicina e legge all'Università di Belgrado, laureandosi nel 1946.
Nikolić, però, aveva una vera passione per il basket. Come giocatore militò nelle squadre di Obilić, Partizan, Stella Rossa e BASK. Fece parte della Nazionale di pallacanestro jugoslava alla fine degli anni quaranta.
Al termine della carriera di giocatore divenne allenatore, dapprima di squadre serbe e poi italiane. Nel 1965 portò la squadra del Petrarca Padova dall'ultimo posto dell'anno precedente al terzo posto, cosa che gli valse il premio di allenatore dell'anno. Passato alla guida della Pallacanestro Varese, fra il 1970 e il 1973 conquistò 3 scudetti, 3 Coppe Italia, 3 Coppe dei Campioni e 2 Coppe Intercontinentali.
Nikolić è stato allenatore della Nazionale di pallacanestro jugoslava tra il 1951 e il 1965, e successivamente tra il 1976 e il 1978, vincendo il Campionato Europeo del 1977 e il Campionato mondiale del 1978. Durante questo periodo, allenó due futuri membri della Basketball Hall of Fame: Borislav Stanković e Krešimir Ćosić.
Nikolić fa parte della Basketball Hall of Fame dal 1998.

## Aneddoti
Era solito raccontare la metafora della cosiddetta "mucca dell'Erzegovina"  , che dopo aver pazientemente riempito un secchio con il suo latte, improvvisamente lo colpisce con un calcio e ne versa il contenuto in terra. Ciò serviva per spronare i suoi giocatori a non vanificare i loro numerosi sforzi con pochi errori banali ed evitabili che avrebbero inesorabilmente portato la propria squadra alla sconfitta. 

## Palmarès

### Giocatore
- YUBA liga: 4

Jugoslvenska armija: 1945
Stella Rossa Belgrado: 1947, 1948, 1949

### Allenatore

#### Squadra
- YUBA liga: 1

OKK Belgrado: 1963
- Coppa di Jugoslavia: 1

OKK Belgrado: 1962
- Coppa Intercontinentale: 2

Pall. Varese: 1970, 1973
- Coppa dei Campioni: 3

Pall. Varese: 1969-70, 1971-72, 1972-73
- Coppa delle Coppe: 1

Stella Rossa Belgrado: 1973-74
- Campionato italiano: 3

Pall. Varese: 1969-70, 1970-71, 1972-73
- Coppa Italia: 3

Pall. Varese: 1969-70, 1970-71, 1973

#### Nazionale
- Campionato mondiale: 1

Nazionale jugoslava: Filippine 1978
- Campionato europeo: 1

Nazionale jugoslava: Belgio 1977